# Steinreihen bei Refsnæs
Die Steinreihen bei Refsnæs (dänisch Stenrækkerne ved Refsnæs) liegen genau nördlich vom Herregården von Refsnæs im östlichen Himmerland in Dänemark. Ein wenig nördlicher liegt Gudumlund, ein beziehungsreicher Name (siehe Gudme).
Sie bestehen aus zwei, etwa vier Meter voneinander entfernten, parallelen Nordwest-Südost orientierten 89,5 m langen Steinreihen, mit 49 Steinen in jeder Reihe, und je einem etwas höheren Stein an den beiden Schmalseiten. Wenige Steine befanden sich in situ. Es gibt keine Erkenntnisse, die die Anlage datieren könnten. Etwas haben die Steinreihe im nahen Buderupholm Rold Skov und Refsnæs gemeinsam. Beide stehen in sumpfigem Gelände, eines ehemaligen Sees, der später verlandete. Dies deutet zumindest darauf hin, dass sie aus der Zeit der Zeitenwende (Eisenzeit) stammen.
Das Aalborg Museum und das Nationalmuseum haben zwischen 1955 und 1960 zwei Monumente ausgegraben. Neben den Steinreihen liegt ein Steinkreis von etwa acht Meter Durchmesser, in dem es zwei Steinhaufen und einige Scherben gab, aber sie waren so untypisch, dass auch hier keine Datierung möglich war.